# Protectorate
1653–1659
Entités précédentes :
- Commonwealth de l'Angleterre

Entités suivantes :
- Commonwealth de l'Angleterre
- Royaume d'Irlande (1659 – 1801)

Le Protectorate (anglais pour le « protectorat ») est un épisode de l'histoire de l'Angleterre de 1653 à 1659 durant laquelle le Commonwealth d'Angleterre, d'Écosse et d'Irlande était dirigé par un lord-protecteur.

## Drapeaux du Commonwealth et du Protectorate

Drapeau du Commonwealth (1649-1651)
Drapeau du Commonwealth (1651-1658)
Drapeau du Commonwealth (1658-1660)
Étendard d'Oliver Cromwell (1653-1659)

## Contexte
Après l'exécution de Charles Ier en 1649, le Parlement croupion confie le gouvernement du pays à un Conseil d'État dominé par Oliver Cromwell. Cette forme de gouvernement est connue sous le nom de Commonwealth d'Angleterre, englobant également l'Écosse et l'Irlande après la conquête de cette dernière.
Le Parlement croupion est dissout par Cromwell en mars 1653. Pour conserver un semblant de régime républicain, il est remplacé de juillet à décembre par un Parlement dont les membres sont nommés et non élus, mais où une minorité de Niveleurs et de partisans de la Cinquième Monarchie menaient une opposition résolue au Conseil. Il s'est avéré tout aussi difficile à contrôler que le précédent et était de plus un sujet de moquerie populaire. Cromwell se résout à une nouvelle dissolution.

## Échec du premier Parlement
Après la dissolution du Parlement de Barebone, John Lambert a rédigé une nouvelle constitution connue sous le nom d'Instrument of Government. Cromwell y est désigné comme Lord Protector, nomination à vie, mais non héréditaire. À ce titre il prête serment le 16 décembre 1653.
Un nouveau Parlement est élu au suffrage censitaire, excluant également certaines catégories comme les catholiques. Il se réunit le 3 septembre 1654 et travaille immédiatement sur les aménagements à apporter à la nouvelle constitution. Mécontent de la tournure des événements, Cromwell décide de dissoudre la nouvelle chambre dès le 22 janvier 1655.

## Gouvernement par les Majors généraux
En mars 1656, Cromwell eut à réprimer le soulèvement catholique de John Penruddock. Les risques de troubles et l'instabilité constitutionnelle l'amenèrent à organiser en septembre 1655 l'Angleterre en une dizaine de régions militaires confiées à des majors-généraux répondant directement devant lui. L'Écosse disposait déjà d'un commandement propre confié à George Monck et l'Irlande était dirigée par Henry Cromwell, un des fils du Protecteur. Ces généraux avaient la haute main sur les milices, mais aussi sur la perception des impôts et taxes.
Cependant cette innovation dura moins d'un an. En effet, la proposition de l'un d'entre eux, le major général John Desborough, d'étendre la Decimation Tax (taxe de 10%) aux non catholiques se heurta aux prérogatives de la nouvelle Chambre des Communes élue entretemps en septembre 1656 (deuxième législature du protectorat). Cromwell, qui avait besoin d'un Parlement pour obtenir de nouveaux subsides afin de mener la guerre contre l'Espagne, choisit de ne pas soutenir les majors généraux et l'Institution disparut rapidement.

## La tentation monarchique
Le couronnement de Charles Stuart en 1651 à Scone favorise des complots royalistes. Ces derniers trouvent d'ailleurs du soutien en Écosse et en Irlande. Cette dernière, dirigée par la confédération irlandaise, soutient les royalistes à la suite de l'impopularité de Cromwell, notamment durant la guerre et la conquête Cromwellienne.

## La succession: Richard Cromwell
La veille de sa mort survenue le 3 septembre 1658, Oliver Cromwell désigne son fils, Richard pour lui succéder. Bien qu'il s'efforce, à la mort de son père, d'assumer sa charge de Lord Protecteur, Richard Cromwell n'a pas les aptitudes, ni l'ambition ou les compétences pour diriger le pays. Par ailleurs deux généraux montent en puissance, John Lambert, partisan de la république du Commonwealth, mais en aucun cas du régime de Cromwell, et Georges Monck, son conseiller, qui néanmoins s'inquiète de plus en plus de l'état du pays et craint que le chaos ne s'y propage.
Le 7 mai 1659, le parlement croupion est rétabli par Lambert et deux autres généraux, Charles Fleetwood et John Desborough. Cela ne sauve néanmoins pas la république qui s'écroule avec la restauration des Stuart, appuyée par Monck en 1660.

## Politique extérieure du Protectorat
Le Protectorat ne trouva pas vraiment d'alliés en Europe. La seule autre république de l'époque était la République des Provinces-Unies, or Cromwell l'attaqua pour affaiblir sa marine.
La seule alliée que le régime connut fut la France de Louis XIV qui s'allia en 1657 à l'Angleterre d'Oliver Cromwell contre l'Espagne. Ceci permit au Lord Protecteur de prendre la Jamaïque aux Espagnols.